# Can Calopa de Dalt
Can Calopa de Dalt és una masia de Santa Creu d'Olorda (Barcelona), catalogada com a bé amb elements d'interès (categoria C) i inclosa a l'Inventari del Patrimoni Arquitectònic de Catalunya.

## Història
La notícia documental més antiga consta en el llibre de Compliment Pasqual de l'any 1662, propietat de Francesc, Margarida i Jaume Calopa. A partir d'aquesta data apareixen les diferents generacions: 1710, 1711, 1715, 1748, 1781, 1785. En aquest darrer any, es van casar Vicenç Amigó, de Can Calopa, i Rosa Puigcarbó, de Vallvidrera. Les últimes esposalles enregistrades són del 1804, entre Joan Amigó i Calopa i Teresa Mas, de Molins de Rei. El 1851 figura com a alcalde de Vallvidrera un tal Pere Calopa.
Actualment, el mas és propietat de la Mancomunitat de Municipis de l'Àrea Metropolitana.

## Descripció
La finca té una extensió de 92 ha. La masia és de planta rectangular i sembla que té un cos afegit en un dels laterals. Està formada per una planta baixa, un primer pis i unes golfes, amb finestrals amb arquets. La façana és llisa amb vàries obertures, un finestral gòtic i un portal dovellat, així com un ràfec destacable. Les golfes tenen finestres petites d'arc de mig punt. La teulada és a dues aigües, perpendiculars a la façana.També té un rellotge de sol en mal estat.